# Felix Menzel (Ringer)

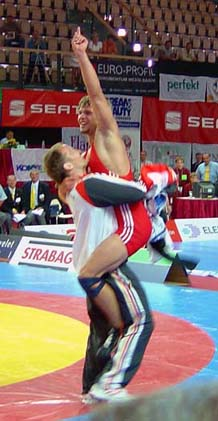
Felix Menzel

Felix Menzel (* 2. September 1987 in Neuruppin) ist ein deutscher Freistilringer. Er ringt beim 1. Luckenwalder Sportclub.

## Lebenslauf
Felix Menzel wurde in Neuruppin geboren und wuchs danach in Berlin auf. Dort begann er dann 1994 mit dem Ringkampfsport beim SV Luftfahrt Ringen Berlin. 2002 wechselte er dann auf die Sportschule nach Luckenwalde, um dort Leistungssport zu betreiben. Der dortige Sportclub ist seit jeher als Ringerhochburg bekannt.
2006 schaffte Felix Menzel den Durchbruch und gewann den Europameistertitel im Freistilringen der Junioren. Sein Trainer war zu diesem Zeitpunkt Alexander Leipold, welcher davor der letzte Titelgewinner bei internationalen Freistilmeisterschaften war.
2007 bestand Felix Menzel das Abitur und ringt in der 1. Bundesligamannschaft des 1. Luckenwalder Sportclubs. Nach Absolvierung seines Zivildienstes am Olympiastützpunkt Leipzig begann er ein duales Studium bei der Finanz Informatik in Berlin als Bachelor of Science in Wirtschaftsinformatik. Da dieses Studium sehr zeitintensiv war und die Theoriephasen in Hameln an der Hochschule Weserbergland stattfinden, musste Menzel 2009 seine internationalen Einsätze und Trainingsmaßnahmen in der Nationalmannschaft absagen. Infolgedessen nahm der der Trainingsumfang ab. Trotzdem holte sich Felix Menzel nach seinen nationalen Meistertiteln von 2007 bis 2009 auch 2010 den Deutschen Meister im Männerbereich. 2011 schloss er seinen Bachelor-Studium erfolgreich ab.
Bis 2015 war Felix Menzel Teil der Bundesligamannschaft des 1. LSC und ist dort einer der Sportler mit den meisten Einsätzen.
Auf Grund von Standortschließungen der Finanz Informatik, von denen auch der Arbeitsort in Berlin betroffen war, wechselte Felix Menzel seinen Arbeitgeber. 2013 wurde er IT-Sicherheitsbeauftragter für den Landkreis Teltow-Fläming. Nebenberuflich absolvierte er 2015 das Studium zum Master of Arts in Projekt- und Prozessmanagement an der German Open Business School in Berlin.
2022 wurde Felix Menzel zum Präsidenten des Ringervereins 1. Luckenwalder Sportclub gewählt. Seit April 2023 ist er als IT-Referent im Ministerium des Innern und für Kommunales des Landes Brandenburg angestellt. 

## Politische Aktivitäten
Felix Menzel ist seit 2015 Beisitzer des Kreisvorstands und seit 2019 stellvertretender Kreisvorsitzender der CDU in Teltow-Fläming. Für die Landtagswahl 2019 ist er im Wahlkreis 24 Direktkandidat für die CDU. Bei der Kommunalwahl 2024 ist er zum Mitglied der Gemeindevertretung Nuthe-Urstromtal und des Kreistages Teltow-Fläming für die CDU gewählt worden.

## Internationale Erfolge
- 2004: 5. Platz Europameisterschaften der Kadetten
- 2006: Europameister der Junioren
- 2006: Teilnahme bei den Weltmeisterschaften in Guatemala
- 2007: Teilnahme bei den Weltmeisterschaften in China
- 2008: Teilnahme bei den Europameisterschaften in Finnland

## Nationale Erfolge

### Mannschaft
- 2000: 2. Deutsche Mannschaftsmeisterschaft C/D Jugend
- 2002: 2. Deutsche Mannschaftsmeisterschaft A/B Jugend
- 2003: 3. Deutsche Mannschaftsmeisterschaft A/B Jugend
- 2007: 2. Deutsche Mannschaftsmeisterschaft
- 2008: 2. Deutsche Mannschaftsmeisterschaft
- 2009: 2. Deutsche Mannschaftsmeisterschaft

### Einzelerfolge
- 2002: 2. Deutsche Meisterschaft C Jugend
- 2004: Deutscher Meister A Jugend
- 2005: 2. Deutsche Meisterschaft Junioren
- 2006: Deutscher Meister Junioren
- 2007: 3. Deutsche Meisterschaft Junioren
- 2007: Deutscher Meister der Männer
- 2008: Deutscher Meister der Männer
- 2009: Deutscher Meister der Männer vor Saba Bolaghi, RWG Mömbris-Königshofen
- 2010: Deutscher Meister der Männer[6]
- 2012: 3. Deutsche Meisterschaft Männer, Welter, hinter Achmed Dudarov, ASV Nendingen und Georg Harth, TKSV Duisdorf
- 2015: 3. Deutsche Meisterschaft Männer
- mehrfacher Berliner Meister